# Smörrebröd
 (février 2025).
Si vous disposez d'ouvrages ou d'articles de référence ou si vous connaissez des sites web de qualité traitant du thème abordé ici, merci de compléter l'article en donnant les références utiles à sa vérifiabilité et en les liant à la section « Notes et références ».

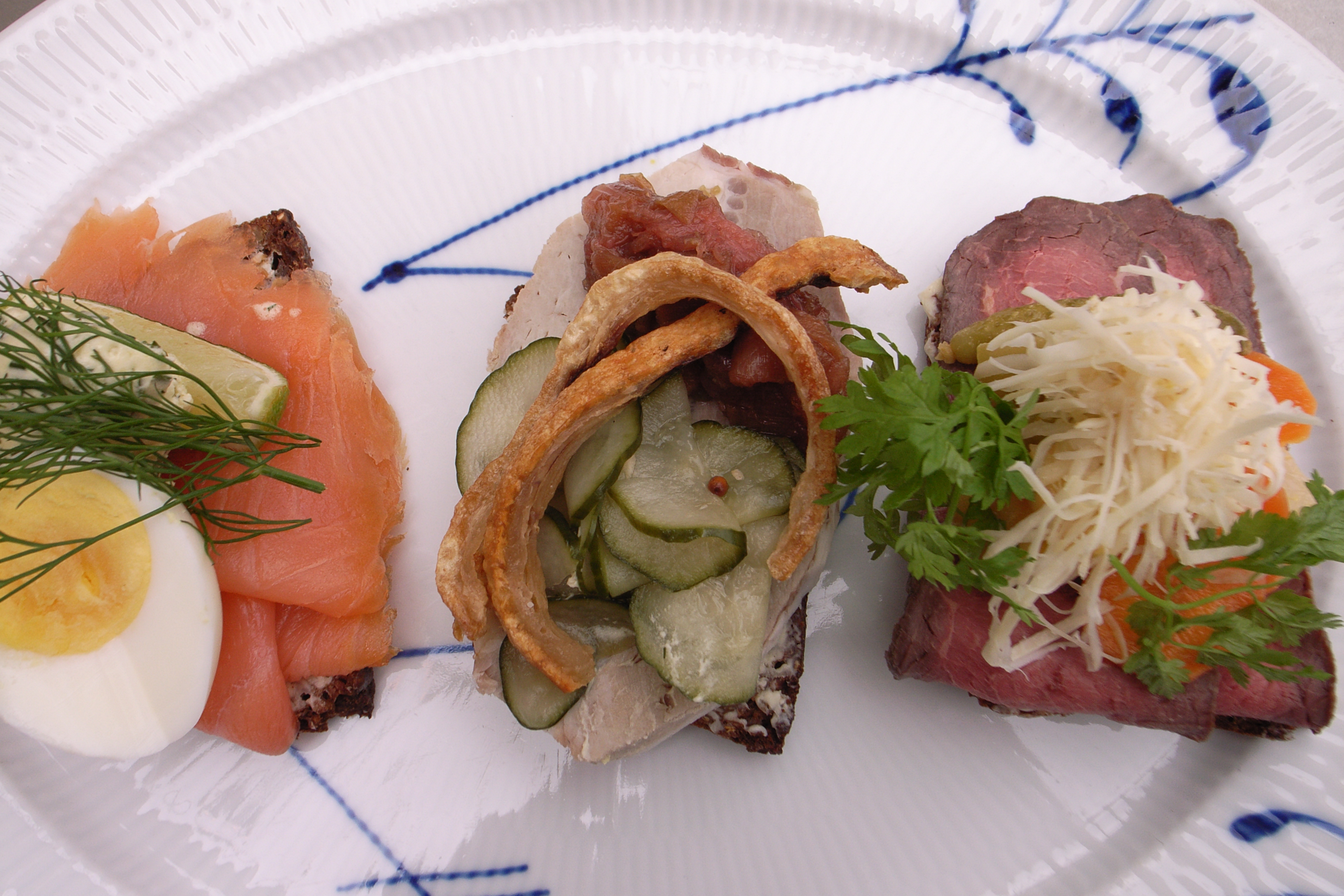
Trois smørrebrød sur une assiette d'une table à Copenhague, de gauche à droite, au saumon fumé à l'œuf, au rôti de porc à l'aigre et rôti de bœuf au raifort râpé.

Un smörrebröd ou par simplification smorrebrod ou smorbrod, adaptation du mot danois smørrebrød, au sens générique de « pain beurré », ou du dano-norvégien smørbrød, agglutination probable de smør og brød « beurre et pain » consiste typiquement en une tartine beurrée recouverte d'ingrédients divers, à l'origine une tranche de pain de seigle beurrée sur laquelle on ajoutait des charcuteries, du poisson, des condiments, du fromage ou une autre pâte à tartiner ou tartinade. S'il peut s'agir d'un déjeuner traditionnel ou d'une collation rapide, de la cuisine scandinave ou nordique, en particulier de la cuisine danoise ou norvégienne, leur déclinaison en grandes variétés très souvent colorées  en font aussi des petits canapés, diversement garnis, qui peuvent constituer un  repas.

## Graphie, traduction et occurrences en français
L'entrée « smorrebrod », adaptation du danois smørrebrød est attestée dans le Petit Robert au début de l'année 2000. D'après le lexicologue Robert, ce mot de genre masculin, signifiant pain beurré, et prononcé tout simplement en français smɔʀbʀɔd s'est généralisé après la Seconde Guerre mondiale, vers 1950.
L'emploi au sens générique reste commun au Danemark, et dans une moindre mesure en Norvège : une fois compris qu'il s'agit d'un ou de plusieurs smörrebröd, il faut préciser quelle sorte de montage déjà préparé ou quel type de tranche déjà ajustée est désiré.

### Littérature, poésie et philatélie
Asle, personnage du roman de Jon Fosse, au sortir des Urgences de Bjørgwin, entre dans le restaurant et débit de boisson nommé "Boire et Manger". Il commande d'abord un café.
- "Et le barman me tend la carte, et je la parcours à la va-vite, et je vois qu'il y a au menu un smörrebröd de viande hachée et d'oignons poêlés, et je dis que je prendrai bien volontiers un smörrebröd (...)" (Jon Fosse, Det andre namnet ou L'autre nom, septologie I-II, Christian Bourgeois éditeur, 2021, 446 pages, traduit du néo-norvégien par Jean-Baptiste Coursaud, phrase cité p. 201).

Le poète norvégien Johan Herman Wessel, du siècle des Lumières, a écrit en dano-norvégien un court poème sur le smörrebröd, la nourriture et l'amour, intitulé "Kærlighed og Smørrebrød" qui rappelle son aversion pour la nourriture facile prise sur le pouce et la superficialité des relations humaines depuis l'époque moderne :
- "At Smørrebrød er ikke Mad, Og Kærlighed er ikke Had,
- Det er for Tiden hvad jeg veed, Om Smørrebrød og Kærlighed"

Que le smörrebröd ne soit point de la vraie nourriture / et que l'amour n'ait rien en commun avec la haine / C'est à ce moment tout ce que je sais / sur le smörrebröd et le gentil amour.
Dans son poème "Au petit-déjeuner" ou "Ved Frokosten", l'écrivain danois Johannes Vilhelm Jensen n'hésite pas à faire l'éloge du smörrebröd, décliné en quatre morceaux, avec de la bière et du schnaps.
La Poste royale danoise a souhaité rendre hommage à cette spécialité culinaire foisonnante, née au Danemark, en éditant le 1er juin 2012 une série de quatre timbres. Le concepteur de cette série, Peter Dam, montre quatre smörrebröd vus d'en haut, dévoilant respectivement : pour 6 couronnes danoises, des œufs aux crevettes et un rouleau de saucisse, pour 8 couronnes, des tranches de pommes de terre, et enfin une tranche de rosbif pour 16 couronnes.

## Préparation paysanne rapide, déclinaison culinaire ancienne, repas pratique ou festif
Les paysans d'Europe occidentale, en particulier les femmes, préparaient pour le goûter de leurs enfants une tranche de pain, souvent beurrée ou graissée (huile, saindoux etc.), et souvent saupoudrée, à défaut du simple sel, plus rarement du sucre ou d'épices, ou recouverte d'ingrédients goûteux, par exemple suivant les ressources, miel, gelée, confiture, charcuteries, fromages, œufs, viandes, ail, crevettes, poissons etc. Il semble que les diverses smörrebröd, types de sandwich ouvert réalisé à partir du "rugbrød" ou pain de seigle au levain, épais et lourd, longtemps peu digeste, s'inscrivent dans cette tradition des paysanneries nordiques. Retrouvés dans les auberges, ces spécialités n'étaient guère appréciées des bourgeois gastronomes et autres fins gourmets, jouisseurs des bons temps de la vie, comme le rappelle le petit poème de Johan Herman Wessel.
Pourtant, la variété des couvertures et l'adjonction de garnitures supérieures, à effet esthétique, tout comme l'usage précoce du "franskbrød" ou pain blanc français, léger et croustillant, entérine une récupération festive, marchande ou élitiste.
Lors d'un repas danois, par exemple autour d'une table familiale, le plat contenant le pain de mie préalablement tranché circule ainsi que les plats contenant les diverses garnitures, à commencer par les plus traditionnelles :
- harengs saur, marinés, nature, épicés ou au curry, légèrement plus sucrés que les harengs hollandais ou allemands ;
- poissons fumés, comme le saumon ou la truite, l'anguille ou le maquereau ;
- œufs de poissons ou caviar ;
- pâtés de foie de porc, charcuteries ;
- une grande variété de viandes salées, souvent en fines tranches ;
- œufs brouillés ;
- une grande variété de fromages, en fines tranches ou encore du fromage frais ;
- tranches de légumes frais et autres crudités, tomates, concombres, fenouil, radis, mâche, cresson, très souvent avec des œufs durs et des crevettes ;
- préparations au vinaigre ou au citron, par exemple betteraves marinées, concombres, cornichons et aneth, ciboulettes et raifort ;
- maquereaux à la sauce tomate ;
- œufs à la coque et rondelles d'oignon rouge ;
- viandes crues ou tartare, avec jaunes d'œufs crus, rondelles d'oignons crues et raifort râpé.

Pour rajouter une couche intermédiaire plus épaisse sur son pain ou sandwich ouvert, l'hôte qui mange à table, non pas avec ses mains mais avec couteau et fourchette, a accès à diverses sauces épaisses ou autres rémoulades ou mayonnaises. L'italiensk salat désigne en particulier une mayonnaise mélangée à des petits pois, des pointes d'asperges bouillies et des carottes coupées en petits dés.
Les repas festifs semblent mieux ordonnés, au premier stade figurent les garnitures de poissons, harengs, crevettes etc. puis viennent les diverses charcuteries et les salades, et enfin les fromages avec du pain et autres craquelins avec des fruits. Des plats chauds sont parfois servis avec les viandes, comme le filet de carrelet pané, la saucisse médister frite, une fricatelle au chou rouge mariné, un "mørbradbøf", c'est-à-dire un filet de porc aux oignons sautés et servi avec une sauce aux champignons et à la crème. À Pâques et à Noël, le fromage de tête ou æbleflæsk, littéralement le porc aux pommes, ou un rôti de porc ou du bacon cuit à la compote de pommes sont mis à l'honneur. Les garnitures estivales s'allègent sensiblement : maquereaux fumés, crevettes décortiquées, pommes de terre nouvelles, "sommersalat" ou salade d'été composée d'une vinaigrette comportant du fromage fumé, du radis ou des concombre.
L'art du smörrebröd, spécialité culinaire, donne naissance à des centaines de variétés marchandes, qu'il est facile d'exposer en vitrine. Le "Stjerneskud" ou étoile filante consiste à disposer sur du pain blanc beurré deux morceaux de poissons : un morceau de poisson blanc cuit à la vapeur  et un autre morceau de poisson frit et pané. Le dessus est recouvert d'un monticule de crevettes, recouvert d'une cuillère de mayonnaise et de caviar rouge, sur lequel est fixé une tranche de citron. Le "Leverpostej" est, comme son nom l'indique, un pâté de foie, ici chaud et haché grossièrement, servi sur du pain noir de seigle, et garni de bacon et de champignons poêlés. Le "Dyrlægens natmad", ou collation nocturne du vétérinaire, est également une couche de pâté de foie sur du pain noir, surmontée d'une tranche de bœuf salé et une tranche d'aspic de viande, l'ensemble garni de rondelles d'oignons crues et de cresson.
Il ne faudrait pas en conclure que le smörrebröd danois n'obéit à aucune règle stricte. Le pain de seigle traditionnel, malheureusement introuvable et souvent remplacé par un Pumpernickel ou un pain de mie commercial foncé, est souvent la norme, et le pain blanc croustillant n'est réservé qu'à des tartinages et garnitures spécifiques. Une faute dans le support et l'assemblage disqualifie, immédiatement et pour longtemps, le cuisinier improvisé, qui doit se limiter à des variations mineures pour ne pas perdre sa réputation.

## Boîte à repas et rôle des marchands de vins à la Belle Époque
Avec l'essor du travail en chantier, en usine et de la scolarisation, ouvriers, employés et écoliers partaient dès le petit matin portant un Mad pack[réf. nécessaire], une boîte à repas, souvent une boîte en fer blanc pour la soupe ou la boisson avec un sac léger. Le Mad pack contenaient alors souvent des tartines préalablement beurrées ou graissées au saindoux dans les contrées rurales, le smörrebröd primitif. La collation ouvrière est souvent accompagnée d'une petite fiole d'eau-de-vie ou de schnaps.
Le marchand de vin et d'alcool fort, Oskar Davidsen, et son épouse Petra ouvrent un lieu de restauration associée à un débit de boissons en 1888, au voisinage de Copenhague. Plutôt que d'emporter sa collation, dès le matin, les ouvriers danois n'ont qu'à passer au restaurant et les spécialités fraîches de smörrebröd garnis de poissons, œufs, crevettes, viande de poulet ou de porc, disponibles et si attractives, font vite fureur et sont copiées. Il en existe, pour tous les goûts ou appétits des buveurs, plus de 250 types en quelques années, de la taille d'un amuse-gueule à une tranche d'une longueur avoisinant 140 cm.

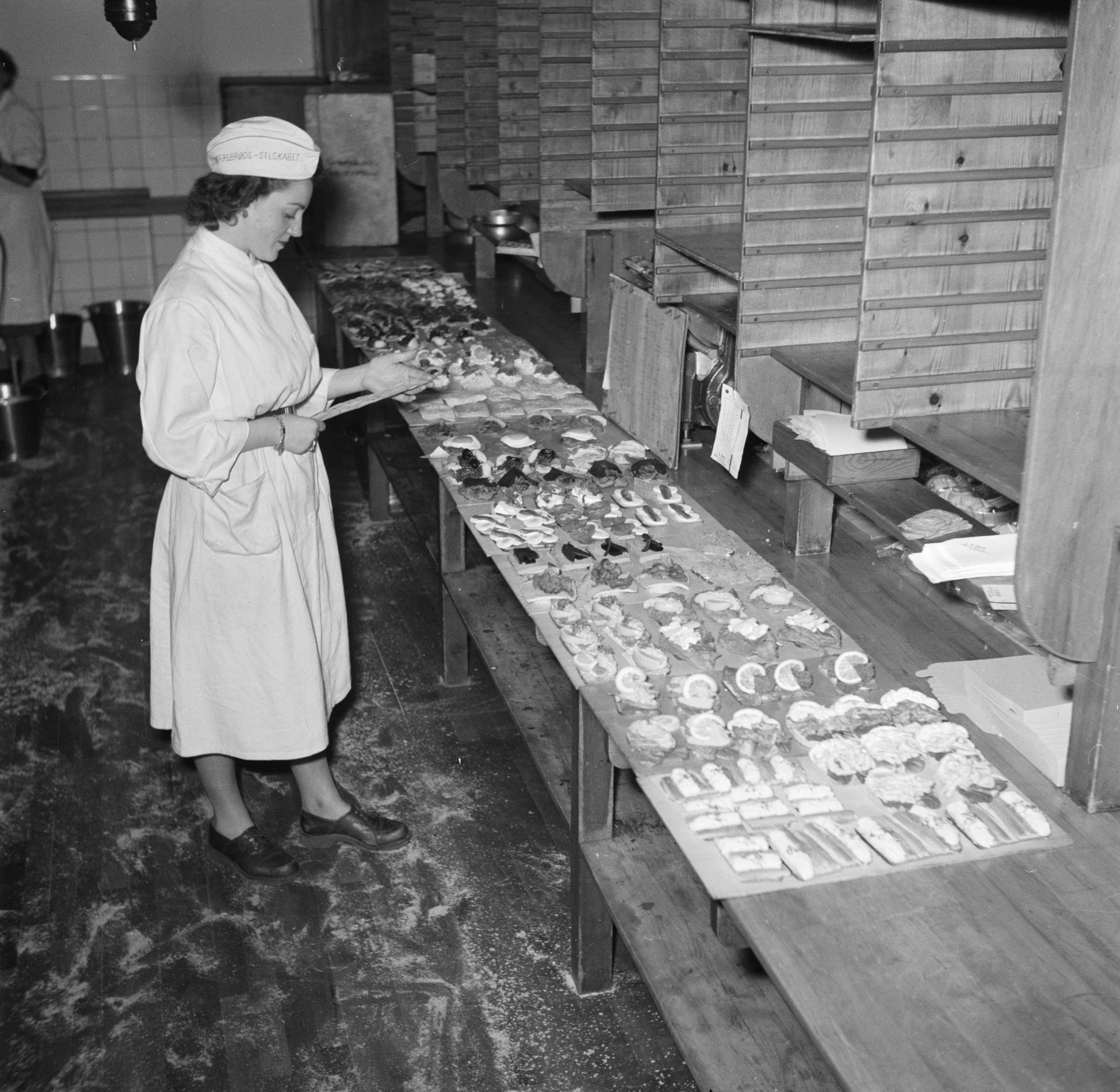
Laboratoire de production de smörrebröd (Maison Oskar Davidsen, Boulevard Å) en 1954

Dès les années 1950 et 1960, l'american way of life favorise l'invasion des hamburgers, puis au cours des décennies suivantes, les premières formes de mondialisation généralisent fast food, pizzas et autres tapas. Ce n'est qu'après un long déclin qu'une timide résistance scandinave s'organise, à l'instar de celle du sandwich français. Petit à petit, le smörrebröd est loué, par les intellectuels et autres publicistes nordiques, en tant que petit repas de midi, pris généralement au cours d'une courte pause, mangé sur le pouce, servi par une serveuse accorte, avec une bière et parfois un aquavit.